# Saltiness
Saltiness (サルチネス, Saruchinesu) est un seinen manga de Minoru Furuya, prépublié dans le Weekly Young Magazine entre le 28 mai 2012 et le 13 juillet 2013 et publié par Kōdansha en un total de quatre volumes reliés. La version française est éditée par Akata dans la collection WTF?!.

## Manga
Saltiness est scénarisé et dessiné par Minoru Furuya. La série débute sa prépublication dans le no 26 du Weekly Young Magazine sorti le 28 mai 2012 et se termine le 13 juillet 2013. Elle est ensuite publiée sous format tankōbon par Kōdansha en un total de quatre volumes sortis entre le 6 septembre 2012 et le 6 septembre 2013.
La version française est éditée par Akata dans la collection WTF?! en quatre volumes sortis entre le 12 avril 2018 et le 24 janvier 2019.

### Liste des volumes
| no | Japonais         | Japonais          | Français        | Français          |
| no | Date de sortie   | ISBN              | Date de sortie  | ISBN              |
| --- | ---------------- | ----------------- | --------------- | ----------------- |
| 1 | 6 septembre 2012 | 978-4-06-382219-9 | 12 avril 2018   | 978-2-369-74302-6 |
| Liste des chapitres : - (0点) - (闘い方) - (晩ゴハン) - (ルーキー) - (直で) - (自立の定義) - (値段) - S・K・H - (初仕事) - (権限) - (節介)                                                                                         |                  |                   |                 |                   |
| 2 | 6 février 2013   | 978-4-06-382265-6 | 14 juin 2018    | 978-2-369-74312-5 |
| Liste des chapitres : - (いのこづち) - (お母さんのお話) - (みっともない取引) - (生の海) - (お兄さんの影響) - (今日、気付いた事二つ) - (強制送還する方向) - (その時が来たら) - (谷川コンタクト) - (世界一を目指そう) - (鼻にタッチ) |                  |                   |                 |                   |
| 3 | 5 juillet 2013   | 978-4-06-382326-4 | 25 octobre 2018 | 978-2-369-74327-9 |
| Liste des chapitres : - (迎えに行く人) - (シミュレーション) - (実家) - (妹の夢) - (興味) - (スタンドの男) - (私はギロチンを希望します) - (男と女) - (弱さ) - (大丈夫) - (じいさんの夢)                                             |                  |                   |                 |                   |
| 4 | 6 septembre 2013 | 978-4-06-382350-9 | 24 janvier 2019 | 978-2-369-74378-1 |
| Liste des chapitres : - (影響が影響を生む) - (喋る基準) - (情報戦) - (授業中) - (すごい授業) - (信号無視) - (二ヵ月後) - (ご相談に参りました) - (クーシマ) - (ブタの判断力) - (心の底から感じた事)                                 |                  |                   |                 |                   |

## Distinctions
Le tome 3 est nommé en sélection officielle du Festival d'Angoulême 2019.